# Gnathopalystes rutilans
Gnathopalystes rutilans är en spindelart som först beskrevs av Simon 1899.  Gnathopalystes rutilans ingår i släktet Gnathopalystes och familjen jättekrabbspindlar. Inga underarter finns listade i Catalogue of Life.